# Azzaman al jamil (émission)
Azzaman al jamil (arabe : الزمن الجميل) est une émission télévisée émirati de télé-crochet musical.

## Titre de l'émission
« Azzaman al-jamil » (arabe : الزمن الجميل, en français Belle Époque) est une expression arabe pour désigner une période révolue, généralement les années 1960-1970, qui serait plus heureuse que l'époque vécue actuellement.

## Déroulement
Le concept de l'émission est de faire chanter à des artistes internationaux arabophones des classiques de la chanson du monde arabe, ceci dans le cadre d'un concours. Le jury est quant à lui aussi international. La première saison a été diffusée en 2019.

## Diffusion
L'émission est diffusée sur Abu Dhabi TV, une chaine de télévision émirati